# ProRail

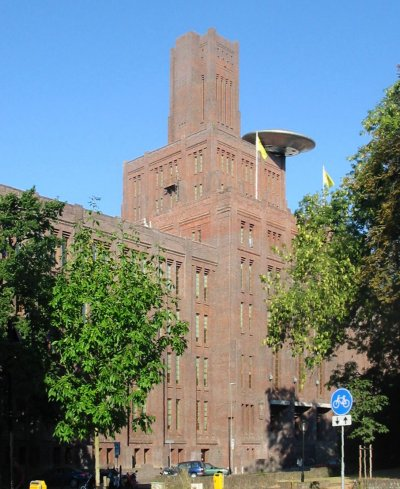
Het hoofdgebouw van ProRail, De Inktpot, met onder aan de toren de UFO.

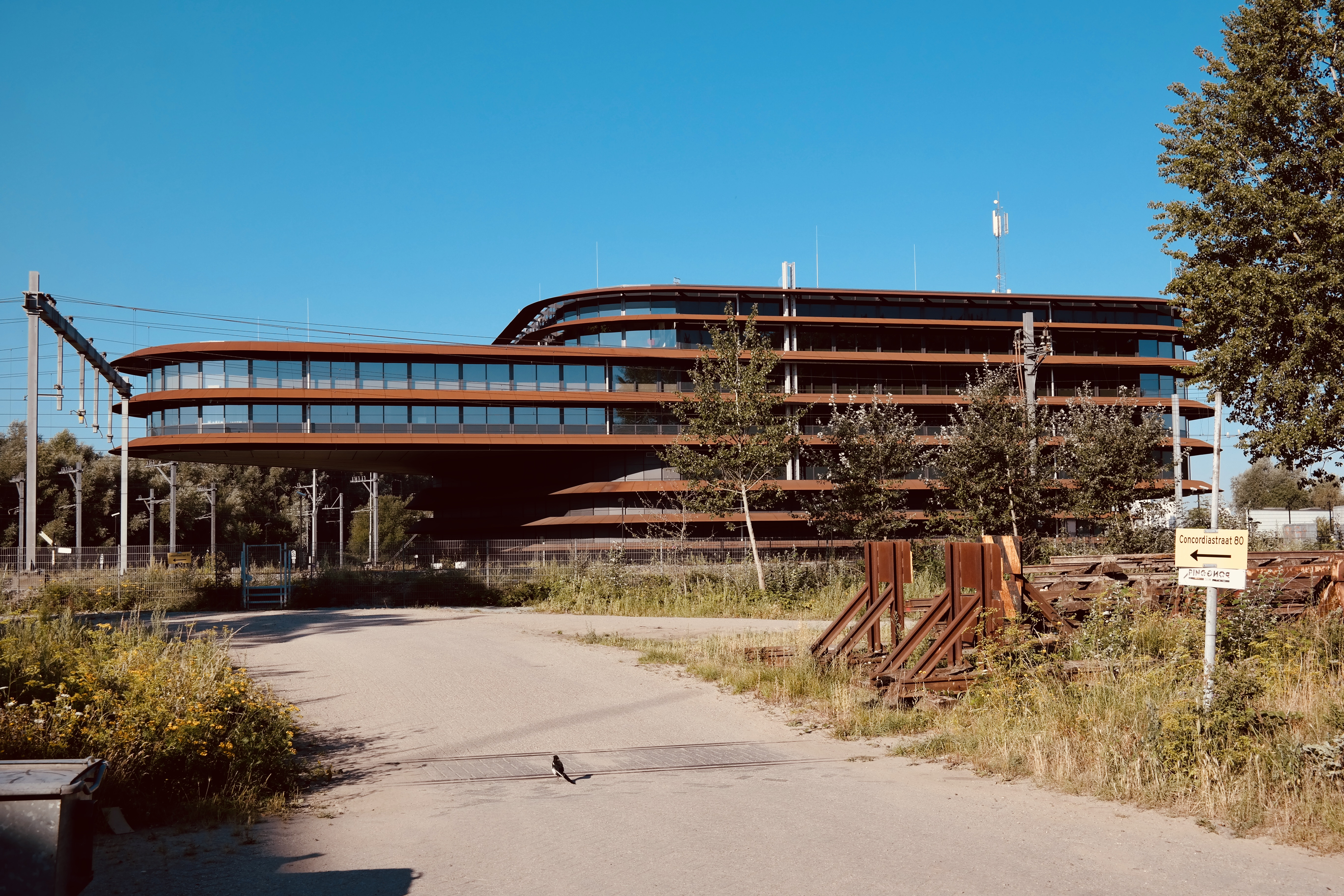
De in 2015 geopende Verkeersleidingspost in Utrecht

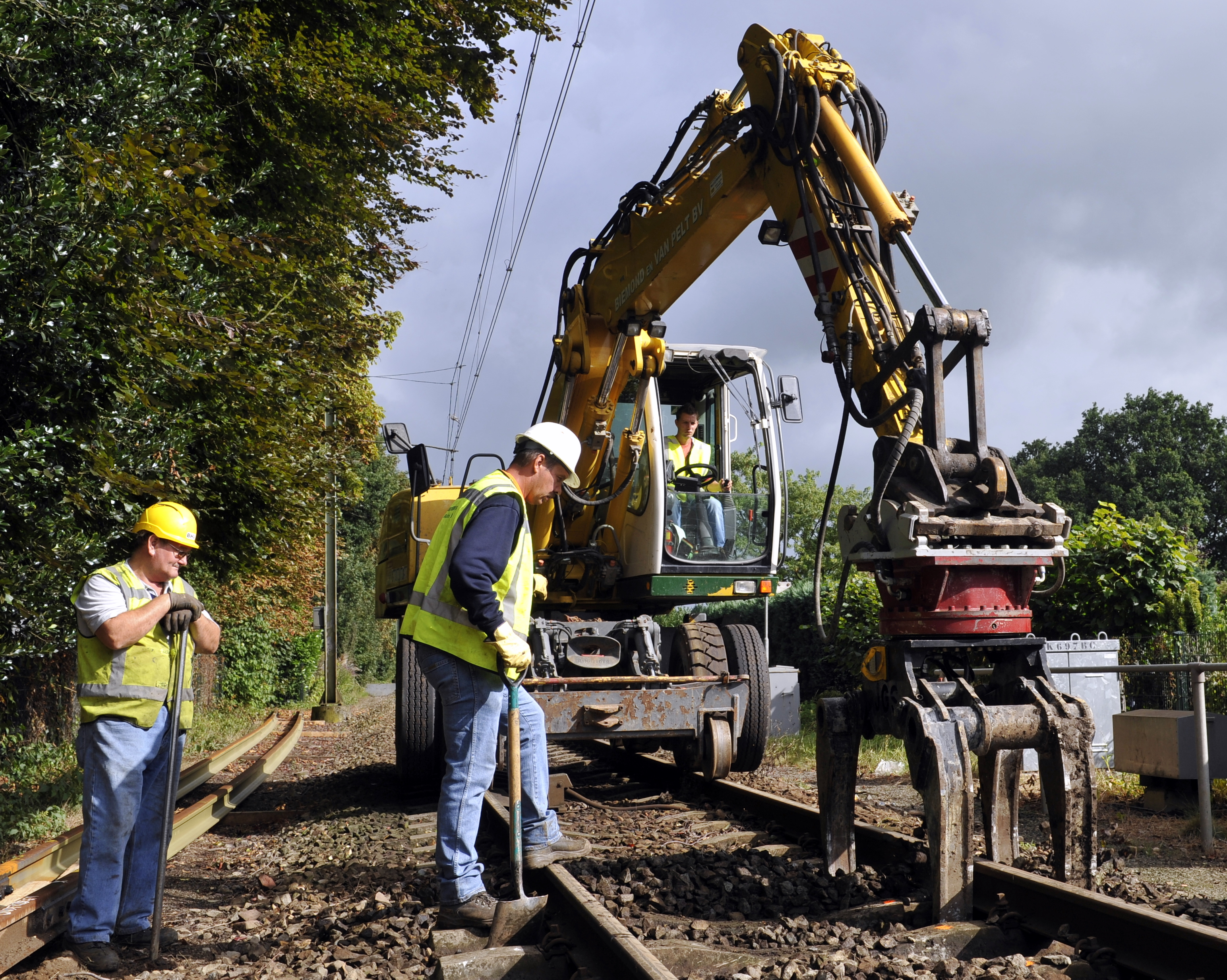
Spoorvernieuwing in Soest (2009)

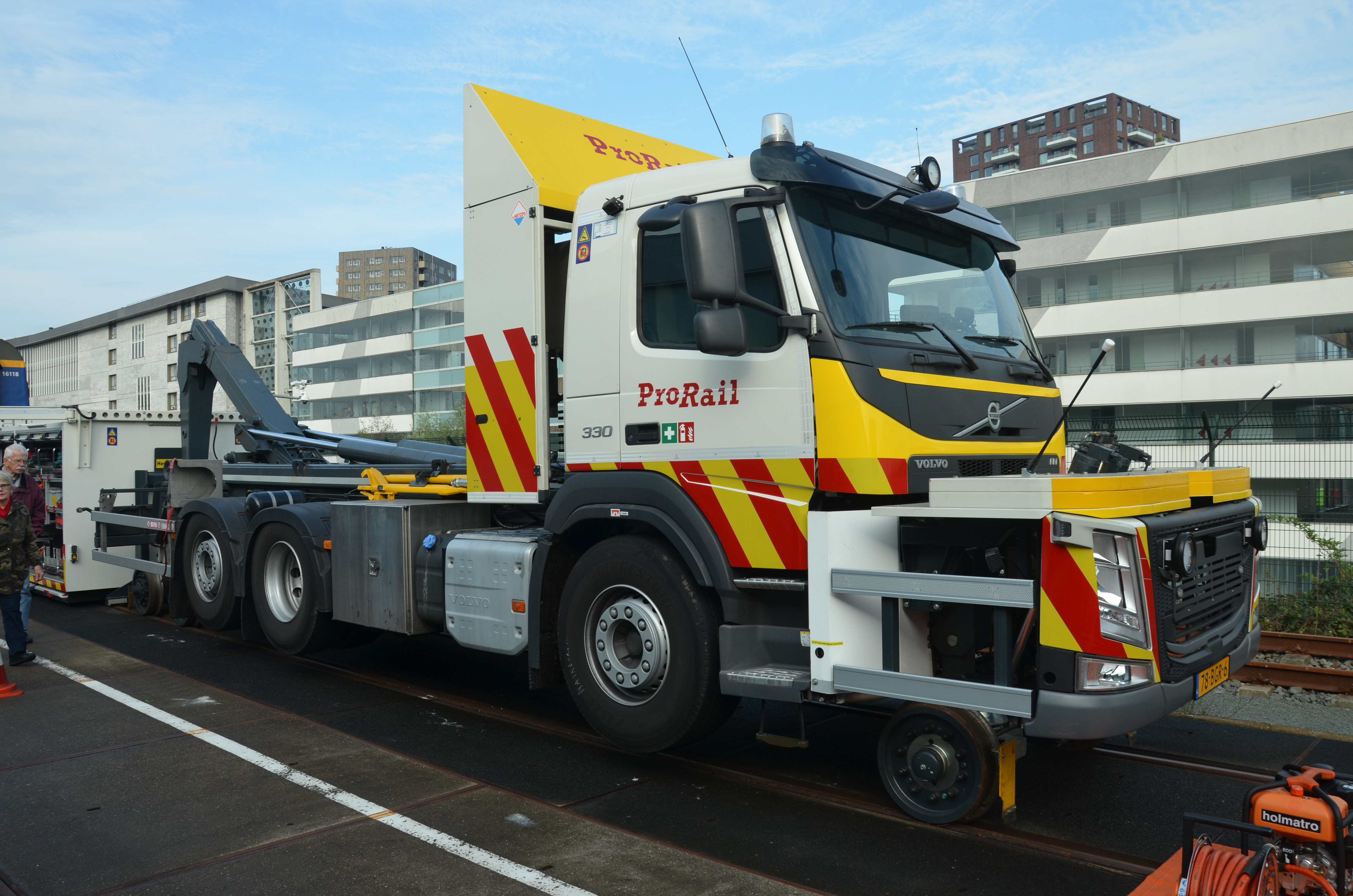
ProRail-werkvoertuig (2017)

ProRail BV is de spoorwegbeheerder van Nederland, vergelijkbaar met Infrabel in België. ProRail is daarbij verantwoordelijk voor het gehele spoorwegnet: aanleg, onderhoud, beheer en veiligheid.
ProRail heeft zijn hoofdvestiging in Utrecht en regionale vestigingen in Rotterdam, Amsterdam, Eindhoven en Zwolle. In Utrecht zetelt ProRail in de gebouwen De Inktpot en de Tulpenburgh aan het Moreelsepark en in het gebouw aan de Admiraal Helfrichlaan (Operationeel Controle Centrum Rail).

## Rol en taken

### Beheer en onderhoud spoor
Het Nederlandse spoorwegnet bestaat uit 7.002 kilometer spoor, 2.305 overwegen, 6.078 wissels en 399 stations waar dagelijks meer dan 1 miljoen treinreizen worden gemaakt en 115.000 ton goederen worden vervoerd . ProRail is verantwoordelijk voor het beheer en onderhoud hiervan. Lokaalspoorwegen worden, anders dan hoofdspoorwegen, niet zonder meer beheerd door ProRail. Deze heeft wel bepaalde bevoegdheden, behalve bij RandstadRail.
Volgens de in 2005 vigerende versie van de Spoorwegwet dient de minister een of meer concessies te verlenen voor het beheer van de hoofdspoorweginfrastructuur. De minister blijft echter eindverantwoordelijk voor de hoofdspoorweginfrastructuur.
Op 1 januari 2005 verleende de minister van Verkeer en Waterstaat een 10-jarige beheerconcessie aan ProRail voor het beheer van de Nederlandse hoofdspoorweginfrastructuur. De minister dient in te stemmen met het beheerplan dat ProRail elk jaar moet maken. In deze beheerconcessie rekent het ministerie ProRail af op:
- de beschikbaarheid en betrouwbaarheid van de hoofdspoorweginfrastructuur;
- de kwaliteit van de capaciteitsverdeling, bijsturing en informatievoorziening, en;
- de reinheid, toegankelijkheid en sociale veiligheid van de transfervoorzieningen.

In december 2014 verlengde staatssecretaris Mansveld de beheerconcessie aan ProRail met 10 jaar voor de periode 2015-2025.
De werkzaamheden aan het spoor worden niet uitgevoerd door ProRail zelf. Voor het uitvoeren van onderhoudswerkzaamheden heeft het bedrijf grote spooraannemers als BAM Infra Rail, VolkerRail, Strukton Rail en Asset Rail gecontracteerd. Voor bouw- en vernieuwingswerk is een tiental aannemers gecertificeerd. In 2015 heeft ProRail de verlenging van vier spooronderhoudscontracten verborgen gehouden voor het ministerie van Infrastructuur en Waterstaat en de eigen raad van commissarissen. De contracten met aannemers hadden een looptijd van 3,5 jaar, maar ProRail heeft ze "stiekem" verlengd tot tien jaar hetgeen niet in overeenstemming is met de aanbestedingswetgeving.

### Verkeersleiding
ProRail heeft ook twaalf (tot 5 oktober 2019: dertien) verkeersleidingsposten waarvandaan de verschillende goederen- en reizigersvervoerders (zoals NS, Arriva, Veolia Transport, DB Schenker en Thalys) worden aangestuurd. Daarnaast beheerde ProRail ook de railinfrastructuur van de sneltramlijn Utrecht - Nieuwegein/IJsselstein totdat die eind 2010 werd overgedragen aan het Bestuur Regio Utrecht (BRU).

### Schakel- en Meldcentra

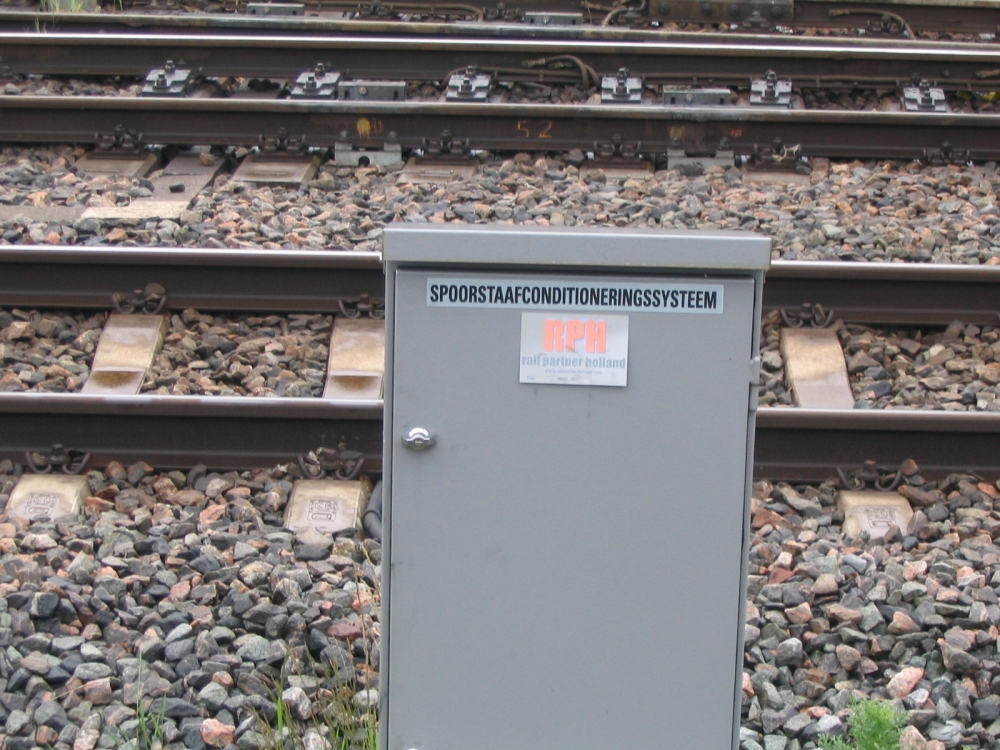
Een regelkast van het spoorstaafconditioneringssysteem

ProRail beschikte over Schakel- en Meldcentra (SMC). Dit waren voorzieningen die de bovenleidingsspanning regelden, storingen meldden en aan de aannemer doorgaf. Er waren vier SMC's, verdeeld over de regio's van ProRail. Inmiddels zijn deze vier SMC's ondergebracht in een ruimte met een nieuwe naam, Operationeel Besturingcentrum Infra (OBI). De hoofdlocatie zit bij het OCCR aan de Admiraal Helfrichlaan. Ook zijn er voor het OBI twee uitwijklocaties. Een op het Railcenter (voorheen RailInfraOpleidingen, RIO) in Amersfoort en een op het hoofdkantoor van ProRail in de Inktpot in Utrecht.

## Juridische structuur
Railinfratrust BV is het bedrijf (eigendom van de Nederlandse Staat) dat in juridische zin eigenaar is van het overgrote deel van de spoorweginfrastructuur. Dochteronderneming ProRail BV is de economisch eigenaar van het spoorwegnet. Haar taak is het spoorwegnet te onderhouden, te exploiteren en indien de rijksoverheid daartoe besluit, uit te breiden. Daarnaast verdeelt ProRail de capaciteit op het spoor onder de verschillende goederen- en reizigersvervoerders. Ten slotte is ProRail ook verantwoordelijk voor het aanbieden van veilige rijwegen door verkeersleiding aan de vervoerders op het spoor. ProRail Incidentenbestrijding ondersteunt de overheidshulpdiensten bij ongevallen en incidenten op het spoor en is gevestigd in Eindhoven, Rotterdam, Utrecht, Schiphol en Zwolle.

## Personeelsverloop
- 2.829 medewerkers ultimo 2003
- 3.220 medewerkers (gemiddeld) in 2008
- 4.269 medewerkers ultimo 2010 (gemiddeld in 2010: 4.161)
- 4.321 medewerkers ultimo 2011 (gemiddeld in 2011: 4.306)
- 4.129 medewerkers ultimo 2012 (gemiddeld in 2012: 4.326)
- 4.081 medewerkers ultimo 2013 (gemiddeld in 2013: 4.083)
- 3.916 medewerkers ultimo 2014 (gemiddeld in 2014: 4.000)
- 3.958 medewerkers ultimo 2015 (gemiddeld in 2015: 3.909)
- 4.179 medewerkers ultimo 2016 (gemiddeld in 2016: 4.069)
- 4.399 medewerkers ultimo 2017 (gemiddeld in 2017: 4.289)
- 4.428 medewerkers ultimo 2018 (gemiddeld in 2018: 4.414)
- 4.518 medewerkers ultimo 2019 (gemiddeld in 2019: 4.473)
- 4.625 medewerkers ultimo 2020 (gemiddeld in 2020: 4.572)
- 4.895 medewerkers ultimo 2021 (gemiddeld in 2021: 4.760)
- 5.075 medewerkers ultimo 2022 (gemiddeld in 2022: 4.985)
- 5.277 medewerkers ultimo 2023 (gemiddeld in 2023: 5.176)

## Geschiedenis
NS Railinfratrust B.V. is bij de reorganisatie van de Nederlandse Spoorwegen in 1995 opgericht en is sinds 2000 houdstermaatschappij van de drie organisaties NS Railinfrabeheer, Railned en NS Verkeersleiding. Deze drie NS-organisaties gingen werken voor rekening en volgens aanwijzingen van de minister van Verkeer en Waterstaat, met de bedoeling de taken die als overheidstaken gezien worden los te koppelen van de commercieel opererende NS-organisatie. Op 1 juli 2002 is Railinfratrust uit de NS-holding gehaald en de verwijzing naar NS uit de naam gehaald. Sinds 1 januari 2003 werken de dochters van Railinfratrust B.V. samen onder de handelsnaam 'ProRail'.
Op 1 januari 2005 fuseerden de drie Railinfratrust-dochters Railinfrabeheer, Railverkeersleiding en Railned tot ProRail B.V. Zonder de spoorwegveiligheidstaak van Railned, dat onderdeel ging uitmaken van de Inspectiedienst Verkeer en Waterstaat (per 1 januari 2012: Inspectie Leefomgeving en Transport (ILT)).
De fusie werd gerealiseerd onder leiding van president-directeur Bert Klerk. Hij trad op 1 februari 2011 terug om gezondheidsredenen. Marion Gout-van Sinderen was per 11 april 2011 zijn opvolgster. Zij kwam in opspraak direct na haar aantreden. Ze gaf in een interview aan dat haar prioriteiten niet bij reizigers lagen, maar slechts een plek in haar 'achterhoofd' vulden. Hierop kwam direct flinke kritiek van Kamerleden en de minister. Ze vertrok per 1 juli 2014, omdat zij het niet eens was met de ingeslagen weg van het ministerie van Infrastructuur en Milieu (beleidsdocument LTSA).
Pier Eringa was sinds 1 april 2015 president-directeur van spoorbeheerder ProRail. Sinds 1 april 2016 is er een topstructuur waarbij (weer) sprake is van een raad van bestuur bestaande uit drie personen: Pier Eringa (CEO), John Voppen (COO) en Hans van Leeuwen (CFO). Na Eringa's vertrek naar Transdev Nederland op 1 september 2019 werd eind november van dat jaar de benoeming bekendgemaakt van John Voppen tot CEO per 1 december 2019.

## Toekomst
Het ministerie van Infrastructuur en Waterstaat wil ProRail omvormen naar een publiekrechtelijk zelfstandig bestuursorgaan. In 2018 heeft de minister aangegeven dat de doelstelling was om dit op 1 januari 2021 te realiseren. Eringa was geen voorstander van de omvorming, wat voor hem de reden was om te vertrekken.
Volgens het voorstel zal ProRail een raad van toezicht kennen in plaats van de huidige raad van commissarissen. Een raad van toezicht geeft de bewindspersoon meer mogelijkheden voor directe sturing en verantwoording dan het huidige RvC-model, omdat een raad van toezicht niet tussen de bewindspersoon en de raad van bestuur in staat. De raad van bestuur zal onverkort aan de bewindspersoon verantwoording afleggen; deze legt op zijn beurt over ProRail verantwoording af aan het parlement. Verder vervult de raad van toezicht geen werkgeversrol voor de leden van de raad van bestuur.
Aanhangig is inmiddels de Wijziging van de Spoorwegwet en enige andere wetten in verband met de omvorming van ProRail van een besloten vennootschap tot een publiekrechtelijk zelfstandig bestuursorgaan. In februari 2020 is het wetsvoorstel ingediend bij de Tweede Kamer. Het wetsvoorstel is na het vallen van het kabinet in januari 2021 controversieel verklaard. Het nieuwe kabinet is inmiddels gevormd. De vaste Kamercommissie Infrastructuur en Waterstaat van de Tweede Kamer heeft daarna besloten dat de parlementaire behandeling wordt doorgezet. Naar verwachting wordt in februari 2023 een debat gehouden over dit onderwerp.

## Financiering
De financiering van ProRail komt voor een groot deel van de Rijksoverheid. In 2014 ontving ProRail een exploitatiebijdrage van de rijksoverheid van 800 miljoen euro. Daarnaast betalen de vervoerders een gebruiksvergoeding (ook wel infraheffing genoemd) aan ProRail voor het gebruik van het spoor, in 2014 was de opbrengst hiervan 260 miljoen euro. Met deze opbrengsten dienen de exploitatiekosten te worden gedekt.
De tarieven van de gebruiksvergoeding, zoals vermeld in de netverklaring zijn ongeveer (2011):
- Dienstengroep Netwerk en Treinpad: € 0,60 per treinkilometer, en bij afname van elektriciteit € 0,03 per kWh.
- Dienstengroep Transfer: per haltering, afhankelijk van stationsklasse en treinhalteringscode, een bedrag tussen de € 0,60 en € 7: hoe groter het percentage stations is waar de trein halteert, hoe lager het tarief, en hoe groter het station, hoe hoger het tarief.
- Dienstengroep Emplacementen: tussen de € 35 en € 50 per meter opstelspoor per jaar, excl. tarief fecaliënafvoer.

## Kritiek
In een uitzending van 8 april 2021 wees het programma Zembla erop dat ProRail voor ballast op het spoor een steensoort gebruikt die veel kwartsstof bevat. Vrijkomend kwartsstof tast op lange termijn de gezondheid van spoorwerkers ernstig aan en is dan ook verboden. Deze steen wordt geleverd door Bontrup, een bedrijf waarin de Nederlandse bouwers (die het onderhoud aan het spoor uitvoeren) een groot aandeel hebben. Dit is sinds lang bij ProRail bekend, maar ProRail beperkt zich tot opdrachten voor verder onderzoek.
In de zomer van 2021 moesten op sommige momenten treinen uitvallen door personeelsgebrek bij de verkeersleiding. De vakbonden verweten ProRail dat het hierbij om een structureel probleem ging waarop al jarenlang onvoldoende was geanticipeerd. De verantwoordelijke directeur verkeersleiding van ProRail kondigde zijn vertrek aan per 1 september 2021, omdat hij naar eigen zeggen "niet de juiste persoon" was om "de basis op orde te brengen".